# 1064 Aethusa
Az 1064 Aethusa (ideiglenes jelöléssel 1926 PA) a Naprendszer kisbolygóövében található aszteroida. Karl Wilhelm Reinmuth fedezte fel 1926. augusztus 2-án.